# Ewald Fettweis (Mathematiker)
Ewald Fettweis (* 23. Juli 1881 in Eupen; † 24. Juli 1967 in Aachen) war ein deutscher Mathematikpädagoge und Mathematikhistoriker. Er war ein Pionier der Ethnomathematik.

## Leben und Wirken
Fettweis war der Sohn des Eupener Färbereibesitzers Leo Fettweis (1841–1922) und dessen Ehefrau Katharina Warlimont. Er studierte von 1902 bis 1906 Mathematik in Münster und Bonn und wurde nach dem Staatsexamen für das höhere Lehramt im Jahr 1911 als Mathematiklehrer (Studienrat) an der höheren Lehrerinnen-Bildungsanstalt in Düsseldorf übernommen. In Düsseldorf wechselte er ab 1920 als Oberstudienrat an die Auguste-Viktorie-Schule. 1927 wurde Fettweis an der Universität Bonn promoviert (Das Rechnen bei den Naturvölkern). In Bonn war er Schüler von Eduard Study und des Philosophen Adolf Dyroff, seine Dissertation basierte aber auf Forschungen, die er seit 1920 auf eigene Initiative durchführte.
Ab 1926 war Fettweis Dozent an der neu gegründeten Pädagogischen Akademie in Bonn. Ab 1928 war er Fachberater für Mathematik am Provinzialschulkollegium in Koblenz. 1932 wurde er Vizedirektor der Fürstenwall-Oberrealschule in Düsseldorf, was er bis 1945 blieb. Fettweis war von 1945 bis 1954 Professor an der Pädagogischen Akademie in Aachen. In Aachen war Heinrich Winter sein Schüler und Nachfolger auf der Professur.
Fettweis befasste sich mit Mathematikpädagogik und Ethnomathematik. Auf letzterem Gebiet war er ein Pionier (ein verbreitetes Forschungsthema wurde diese erst Mitte der 1980er Jahre). Der Italiener Olindo Falsirol, der in einem Aufsatz 1959 den Begriff Ethnomathematik in die Literatur einführte, bezog sich explizit auf Fettweis.
Fettweis bezog zudem Mathematikgeschichte und Ethnomathematik in seine Vorlesungen für Lehrer ein (er gab in Aachen ein Seminar über Ethnomathematik) und propagierte deren Verwendung im Schulcurriculum.
Obwohl er in seinen Artikeln auch den Sprachgebrauch der damaligen Zeit verwendete (Rasse, niedrige Kulturstufen u. a.) vertrat Fettweis keine Ideologie rassischer Überlegenheit, sondern meinte, dass man in den Rechenmethoden von Naturvölkern lernen könne, und sah sie sogar in Bezug auf räumliches Vorstellungsvermögen als überlegen an.
Ewald Fettweis war verheiratet mit Aninhas Leuschner-Fernandes aus Portugal (1895–1951), mit der er zwei Söhne bekam, darunter den Bergingenieur Günter B. Fettweis. Der Nachrichteningenieur Alfred Fettweis war Ewalds Neffe. Das Ehepaar Fettweis fand seine letzte Ruhestätte auf dem Heißbergfriedhof Burtscheid/Aachen.

## Schriften (Auswahl)
- Anweisung zum Unterricht in der Raumlehre. Schöningh, Paderborn 1917, (2. stark vermehrte Auflage, als: Anleitung zum Unterricht in der Raumlehre. ebenda 1951).
- Wie man einstens rechnete (= Mathematisch-physikalische Bibliothek. 49, ZDB-ID 1234060-1). Teubner Leipzig u. a. 1923, doi:10.1007/978-3-663-15751-9.
- Das Rechnen der Naturvölker. Teubner, Berlin 1927, doi:10.1007/978-3-663-16172-1, (Dissertation).
- Methodik für den Rechenunterricht (= Volksschulmethodik in Einzeldarstellungen. 9, ZDB-ID 2524934-4). Schöningh, Paderborn 1929, (4., neubearbeitete Auflage. Neubearbeitung von Heinz Schlechtweg, als: Didaktik und Methodik des Rechenunterrichts. ebenda 1965).
- Über die erste Entstehung der einfachen geometrischen Formen. In: Archiv für Geschichte der Mathematik, der Naturwissenschaften und der Technik. Band 12, 1929, ZDB-ID 526988-X, S. 113–121.
- Was lernt unsere Rechenmethodik aus dem Rechnen der Naturvölker? In: Pädagogische Warte. Band 36, Nr. 4, 1929, ZDB-ID 535556-4, S. 157–161.
- Ueber das Verhältnis des mathematischen Denkens zum mystischen Denken auf niederen Kultur-Stufen. In: Archeion. Band 14, Nr. 2, 1932, S. 207–220, doi:10.1484/J.arch.3.465.
- Arithmetik, Rasse und Kultur. In: Archeion. Band 17, Nr. 1, 1935, S. 64–75, doi:10.1484/J.arch.3.566.
- Ethnologie und Geschichte der Mathematik. Anthropos. Band 32, Nr. 1/2, 1937, S. 277–283, JSTOR:40447918.
- Ueber die Entwicklung des räumlichen Vorstellungsvermögens bei Völkern nichteuropider Rasse und in der europäischen Vorzeit. In: Scientia. Jahrgang 31, Band 62, 1937, S. 13–21, (online).